# Ликвидација терористичке групе Јашари
Напад у Доњем Преказу је акција српске полиције изведена 5. марта 1998. године у оквиру које је нападнута махала у дреничком селу Доње Преказе, источно од Србице, у којој се налазило седиште терористичке групе Јашари. Током акције полиције, лидер ОВК Адем Јашари, његов брат Хамез Јашари као и већина припадника терористичке групе Јашари су убијени са члановима породице који су одбили да се предају. Заузимање махале и ликвидацију терористичке групе под командом Адема Јашарија, оснивача ОВК, извеле су Јединица за специјалне операције (ЈСО) и Специјална антитерористичка јединица (САЈ), потпомогнуте са припадницима Посебних јединица полиције.

## Позадина
Дана 30. децембра 1991. године српска полиција је окружила Адема и Хамеза Јашарија у Преказу. Они су успели да пробију опсаду и да касније учествују у неколико акција против српских снага безбедности.
Главни носиоци тероризма на Косову и Метохији од 1992. до 1997. године је била Јашаријева група. Најпре су дејствовали из заседа попут качака и балиста а временом су користили савременије облике тероризма. Због тога су у Окружном суду у Приштини на по 20 година затвора осуђени Адем Јашари, Иљаз Кодра, Сахит Јашари, Фадиљ Кодра, Јакуп Нура, Зенан Кодра и Реџеп Селими, а на 10 година је осуђен и Хашим Тачи.
Прву већу синхронизовану акцију организовали су 22. априла 1996. године када су у нападима у Пећи, Штимљу, Дечанима, на путу Рожаје - Приштина код Косовске Митровице убили пет и ранили још пет особа.
Јашаријева група је наставила терористичке активности а већи сукоб са српском полицијом десио се 22. и 23. јануара 1998. Тада је група од 7-8 лица на путу Србица - Дреница заустављала возила и малтретирала путнике. На лице места је дошла патрола полиције која је након пушкарања почела да гони терористе међу којима је био Адем Јашари. Група је побегла у село Доње Преказе, а полиција је стигла у село и позвала их на предају. На полицију је запуцано их свих кућа а терористичка група је успела да се извуче из села. Након сукоба српска полиција је јавила да је Адем Јашари рањен у сукобима. 
Дана 28. фебруара 1998. године група терориста предвођена Адемом Јашаријем напала је полицијску патролу убијајући четири полицајца и ранећи два. У нападу је убијено 16 припадника ОВК.

## Операција
Повод за напад на најјаче упориште ОВК на Космету, језгро дреничких терориста и центар албанског национализма, била су два напада на полицијске патроле изведена раније истог дана, у Лауши и самом Доњем Преказу. У рану зору 5. марта, група терориста напада патролу МУП-а у селу Лауша, општина Србица. Том приликом рањена су два припадника локалне полиције након чега снаге МУП-а крећу у потеру за терористима ка Горњем и Доњем Преказу.
Када су се вратили у Доње Преказе, терористи су напали још једну полицијску патролу, у самом селу. Након другог напада, полиција је кренула у потеру за терористима. Напали су припаднике ОВК који су били приморани да се повуку у Јашаријеву махалу у селу.
Специјалне полицијске снаге су направиле непробојан обруч око Доњег Преказа и направиле дубљи, шири прстен око околних села, након чега је Јашарију упућен позив на предају. Адем Јашари је то одбио и пружио је јак отпор у добро опремљеном и припремљеном забарикадираном бункеру који је био ојачан џаковима песка и коме се никако није могло прићи. У Јашаријевој кући, поред терориста, било је пуно жена и деце. Неке од жена су повремено излазиле из подрума у двориште или су се пеле на спрат, пуцале су или разносиле муницију.
Српска полиција окружила је групу и позвала на предају. Полиција им је дала два сата да се предају. У оквиру задатог рока, више десетина цивила међу којима највише жена, деце и стараца, предала се и удаљила од упоришта.
Након проласка двосатног рока, Јашаријева група је одговорила употребом тешког наоружања - минобацача, митраљеза, ручних граната, снајперских пушака убијајући два и ранивши три полицајца. Сукоб са терористима трајао је 27 сати. За време акције, Адем Јашари и његова група је показала свој фанатични карактер. Издајући бруталне наредбе његовим рођацима да се боре, Јашари је лично убио свог нећака због „кукавичлука”, а затим створио живи штит од жена и деце у нади да ће добити на времену док му не приспе појачање, јер је очекивао да је читаво албанско становништво из зоне Дренице спремно да му крене у помоћ.
Полиција није успела да разбије бункер употребом оружја, чак и већег калибра. Тек након употребе веће количине сузавца Јашари и целокупна група терориста су ликвидирани. Погинуло је и 28 цивила, чланова породица терориста, који нису напустили бојиште. У селу су све куће осим Јашаријеве остале неоштећене што сведочи да је МУП веома професионално извео ову антитерористичку акцију и да није дошло до напада на цивиле у Доњем Преказу, него само на терористе. Неколицина терориста се повукла ка Клини и даље према Ђаковици, где су наредног дана, 6. марта, напали патролу МУП-а у селу Јошаница. У самом Доњем Преказу су откривена три велика бункера различитих намена који су служили као склоништа терористима (два бункера са медицинском опремом и један који је служио као командно место и био крцат муницијом, оружјем и експлозивом). 
Страдали полицајци: убијени припадник САЈ-а Раде Радаковић (1961) и припадник ЈСО-а Андреас Кончаревић (1973); рањени Жељко Мрдаљ, Живко Томић, Предраг Фабијанић, Ненад Шаре, Ненад Вујошевић, Жељко Павашевић, Стево Богојевић и Миодраг Кртинић.

## Након операције
Српска влада је изразила жаљење за жртве албанске терористичке окрутности и немилосрдности, при чему полиција није могла да зна да су тамо били присутни цивили и да су ОВК терористи криви што нису цивилима дозволили да напусте место сукоба.
И овај сукоб, као и сукоб у Ликошану, на Западу је представљен као масакр над недужним албанским цивилима и знатно је заинтересовао западне силе за уплитање у тек започети косовски конфликт. Већ 9. марта Контакт група је у Лондону изложила захтев председнику Савезне Републике Југославије Слободану Милошевићу да хитно реши косовско питање и дат је рок од 10 дана за повлачење специјалне полиције из јужне српске покрајине, обустављање акција против албанских цивила итд.
Након овог сукоба, широм Косова и Метохије, хомогенизовано албанско становништво у великом броју почиње да приступа Ослободилачкој војсци Косова и њено бројно стање, са 1000-2000 бораца из 1997. године, у пролеће 1998. године нараста на 10-15 хиљада терориста. Албанска пропаганда је Адема Јашарија прогласила за националног хероја равног Скендербегу. Подигнути су му споменици у Приштини, Тирани и Скопљу, а међу Албанцима се слави и поштује као зачетник борбе за ослобођење Косова од српског окупатора.